# Patrick J. Palmer
Patrick James Palmer (* 28. Dezember 1935 in Los Angeles, Kalifornien) ist ein US-amerikanischer Filmproduzent.

## Leben
Palmer begann seine Tätigkeit im Filmgeschäft zunächst als Unit Manager Mitte der 1960er Jahre. Im folgenden Jahrzehnt wandte er sich der Filmproduktion zu und begann zunächst als associate producer zu arbeiten. Ab den 1980er Jahren war er zudem als Second-Unit-Regisseur tätig.
Ein Regisseur und Produzent, mit dem er mehrmals zusammenarbeitete, war Norman Jewison.
In den Jahren 1985, 1987 und 1988 war er jeweils für den Oscar in der Kategorie Bester Film nominiert.

## Filmografie (Auswahl)
- 1974: Begrabt die Wölfe in der Schlucht (Billy Two Hats)
- 1978: F.I.S.T. – Ein Mann geht seinen Weg (F.I.S.T.)
- 1984: Sergeant Waters – Eine Soldatengeschichte (A Soldier’s Story)
- 1985: Agnes – Engel im Feuer (Agnes of God)
- 1986: Gottes vergessene Kinder (Children of a Lesser God)
- 1987: Mondsüchtig (Moonstruck)
- 1990: Meerjungfrauen küssen besser (Mermaids)
- 1991: Sommerparadies (Paradise)
- 1994: Iron Will – Der Wille zum Sieg (Iron Will)
- 1995: Don Juan DeMarco
- 2002: Blade II